# Olindias formosus
Olindias formosus is een hydroïdpoliepensoort uit de familie van de Olindiidae. De wetenschappelijke naam van de soort is voor het eerst geldig gepubliceerd in 1903 door Goto.